# Cầu Eurymedon (Selge)

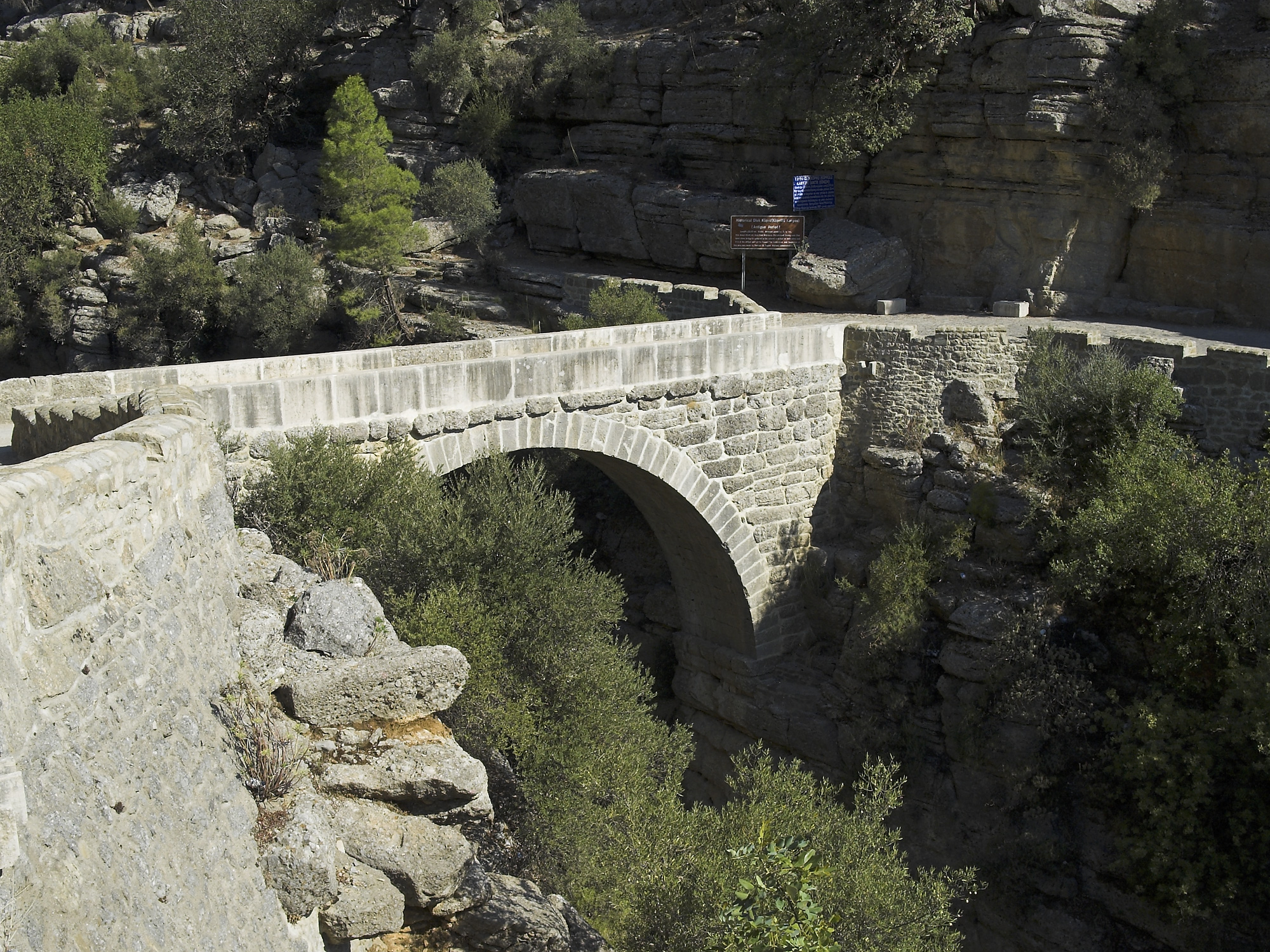

Eurymedon (tiếng Thổ Nhĩ Kỳ: Oluk Köprü) là một cây cầu La Mã bắc qua sông Eurymedon gần Selge tại Pisidia, miền nam Thổ Nhĩ Kỳ. Cầu có chiều dài 14 m, rộng 3.5 m, là một phần của con đường quanh co từ khu vực ven biển Pamphylia đến nội địa Pisidian. Nằm cách 5 km về phía bắc của làng Beşkonak, trong khu vực thưa thớt dân cư.